# Aldata Solution
Aldata Solution était un des principaux fournisseurs mondiaux de logiciels destinés à la grande distribution, la vente en gros et la logistique.

## Historique
- 1986 : création de la société
- 1988 : premier système intégré de Supply chain management (gestion de la chaîne logistique) livré chez un grand distributeur français.
- 1994-2000 : importants contrats commerciaux signés avec de grands distributeurs en France et en Europe.
- 2001 : acquisition par le groupe finlandais Aldata Solution OyJ.
- 2002 : sortie d’Aldata G.O.L.D. Version 5 (complètement en Java).
- 2003 : premiers contrats signés aux États-Unis. Contrat global signé avec le premier distributeur français pour implémenter G.O.L.D.
- 2004-2005 : signature de 27 nouveaux contrats internationaux.
- 2006 : sortie d’Aldata G.O.L.D. Version 5.06. Ouverture d’une nouvelle filiale en Russie.
- 2007 : importants contrats commerciaux signés avec de grandes enseignes du bricolage en France et de la grande distribution dans le monde.
- 2008 : acquisition de Terraventum et d'Apollo.
- 2012 : acquisition par Symphony Technology Group

Aldata compte aujourd’hui environ 600 clients répartis dans 50 pays sur les marchés de la grande distribution, du commerce de gros et de la logistique.

## Solutions

### Grande distribution et commerce de gros
Aldata propose une gamme complète de solutions logicielles destinées à la vente au détail et en gros. Ces solutions s’adaptent à tous types d’organisations commerciales, qu’elles soient ou non centralisées, qu’elles s’appuient sur un réseau de franchise, de magasins en propre ou d’indépendants.

Soutenu par un système de traçabilité, ces solutions logicielles prennent en charge la gestion du référentiel, le merchandising et les assortiments, réalisent les opérations back-office, effectuent les prévisions et les réapprovisionnements, gèrent la logistique, la distribution, les relations fournisseurs et consommateurs.

### Logistique
Aldata permet de gérer et d’optimiser la chaîne logistique (Supply Chain) afin d’apporter les meilleurs taux de services aux consommateurs en leur proposant une gamme complète de solutions qui couvre l’ensemble des fonctions logistiques : gestion d’entrepôt, utilisation des technologies de reconnaissance vocale en entrepôt, optimisation de la préparation picking, facturation des services, planification de la charge en entrepôt, optimisation du réapprovisionnement, logistique réseau. L’ensemble est soutenu par un système de traçabilité.
 
Ces solutions logistiques s’adaptent à tous types d’opérations quels que soient leur dimension (nationale, régionale, opération de cross-dock...), leur univers (alimentaire, frais, surgelé, produits de grande consommation, textile-habillement, électrique, bricolage...), ou leur mode de livraison (palette, colis, code-barres, identification par radiofréquence).

## Produits
Aldata propose une gamme complète de solutions :
- Grande Distribution :

G.O.L.D. Central : assure le pilotage de la chaîne logistique dans le contexte de la grande distribution.

G.O.L.D. Shop : assure la mobilité dans le cadre de la gestion des points de vente.

G.O.L.D. PIM : assure la gestion du pré-référencement des articles.

G.O.L.D. Mobile : assure la mobilité dans le cadre de la gestion des points de vente.

G.O.L.D. POS : assure un service fiable et flexible dans la gestion des points de vente.
- Logistique :

G.O.L.D. Stock : offre un système de management, de pilotage et d’exécution des processus logistiques.

G.O.L.D. Vocal / Radio : accroît la productivité et la qualité dans la préparation des commandes.

G.O.L.D. Pick : optimise l’implantation des articles picking en entrepôt.

G.O.L.D. Billing : permet la gestion des coûts des services au sein du réseau logistique.

G.O.L.D. C-Plan : permet aux différents responsables d’activité sur l’entrepôt de piloter leurs activités et de planifier leurs ressources dans l’horizon court et moyen terme.
- Optimisation :

G.O.L.D. Topase : permet d’optimiser le réapprovisionnement des entrepôts.

G.O.L.D. Forecast : permet de prévoir les besoins pour optimiser la chaîne logistique.
- Support :

G.O.L.D. Track : assure la traçabilité des marchandises circulant dans un réseau logistique.

G.O.L.D. Events : assure la gestion des événements dans la chaîne logistique avec la détection et notification des événements critiques.

G.O.L.D. Mine : accélère et facilite la consultation des données de G.O.L.D., grâce à un cube d’entrepôt de données conçu pour le rapport d’activités.

G.O.L.D. G.S.P. : permet aux clients et partenaires d’Aldata de développer des fonctionnalités complémentaires au logiciel applicatif Aldata G.O.L.D.

## Activités
La solution Aldata G.O.L.D. est un logiciel multi-segments qui couvre à la fois les marchés alimentaires et non-alimentaires avec un accent particulier sur les biens de grande consommation. Les marchés alimentaires et non-alimentaires couvrent les segments suivants : 
- Pour le marché alimentaire :

Boissons, Produits frais, Produits ultra-frais, Produits à température ambiante, Produits secs, Produits froids, Produits surgelés… 
- Pour le marché non-alimentaire :

Textile, livres et CD, Hi-Fi, électricité, Photographique, Optique, Jouets, Jardinage, Médicaments «Hors Cote » (Over-The-Counter), Appareils ménager, Meubles, Matériel de bureau, Loisirs, Cadeaux, Produits de beauté, Produits de luxe, Accessoires, Sports, Marchandises générales, Pièces détachées automobile, Peinture, Papiers, Métal, Pharmaceutique, Chimique, électronique...